# فهرست شهرهای سوئد
فهرست شهرهای سوئد
| شهر              | جمعیت   | Charter         |
| ---------------- | ------- | --------------- |
| الینساوس         | ۳۷٬۸۲۵  | ۱۶۱۹            |
| اربوگا           | ۱۰٬۳۶۹  | ۱۲۰۰            |
| ارویکا           | ۱۴٬۱۸۴  | ۱۹۱۱            |
| اسکشوند          | ۳٬۹۳۷   | ۱۶۴۳            |
| آوستا            | ۱۴٬۷۳۸  | ۱۶۴۱–۱۶۸۶، ۱۹۱۹ |
| بودن             | ۱۸٬۶۸۰  | ۱۹۱۹            |
| بولنس            | ۲۶٬۴۵۵  | ۱۹۴۲            |
| بوریهولم         | ۳٬۰۹۳   | ۱۸۱۶            |
| بورلنیه          | ۴۹٬۲۰۰  | ۱۹۴۴            |
| بوروس            | ۶۳٬۴۴۱  | ۱۶۲۲            |
| Djursholm        | ۸٬۸۱۹   | ۱۹۱۴            |
| اکشو             | ۹٬۶۷۶   | ۱۴۰۰            |
| انشوپینگ         | ۲۰٬۲۰۴  | ۱۳۰۰            |
| اسکیلستونا       | ۶۰٬۱۸۵  | ۱۶۵۹            |
| اسلو             | ۱۶٬۵۵۱  | ۱۹۱۱            |
| فگشته            | ۱۰٬۸۹۰  | ۱۹۴۴            |
| فلکنبی           | ۱۸٬۹۷۲  | ۱۵۵۸            |
| فالشوپینگ        | ۱۵٬۸۲۱  | ۱۲۰۰            |
| Falsterbo        | ۶٬۹۳۷   | ۱۲۰۰            |
| فالون            | ۳۶٬۴۴۷  | ۱۶۵۱            |
| فیلیپستاد        | ۶٬۱۷۷   | ۱۶۱۱            |
| فلن              | ۶٬۱۱۴   | ۱۹۴۹            |
| یوتبری           | ۵۱۶٬۵۳۲ | ۱۶۱۹            |
| گراننا           | ۲٬۵۷۸   | ۱۶۵۲            |
| یوله             | ۷۱٬۰۳۳  | ۱۴۴۶ (قبل از)   |
| هاگفوش           | ۵٬۴۰۳   | ۱۹۵۰            |
| هالمستاد         | ۵۵٬۶۸۸  | ۱۲۰۰            |
| هاپاراندا        | ۴٬۷۷۸   | ۱۸۴۸            |
| هده‌مورا          | ۱۵٬۱۶۴  | ۱۴۴۶ (قبل از)   |
| هلسینگبورگ       | ۹۷٬۱۲۲  | ۱۰۸۵            |
| یوا              | ۶٬۰۷۵   | ۱۴۰۰            |
| هودیکسوال        | ۱۴٬۸۵۰  | ۱۵۸۲            |
| هوسکوارنا        | ۲۱٬۵۰۰  | ۱۹۱۱            |
| هرنوسند          | ۱۸٬۰۰۳  | ۱۵۸۵            |
| هسلهولم          | ۱۷٬۷۳۰  | ۱۹۱۴            |
| هوگانس           | ۱۳٬۵۵۰  | ۱۹۳۶            |
| یونشوپینگ        | ۸۹٬۳۹۶  | ۱۲۸۴            |
| کلمر             | ۳۵٬۱۷۰  | ۱۱۰۰            |
| کالشهمن          | ۱۸٬۷۶۸  | ۱۶۶۴            |
| کلسکوگا          | ۲۷٬۵۰۰  | ۱۹۴۰            |
| کلسکرونا         | ۳۵٬۲۱۲  | ۱۶۸۰            |
| کارلشته          | ۶۱٬۶۸۵  | ۱۵۸۴            |
| کاترینهولم       | ۲۱٬۳۸۶  | ۱۹۱۷            |
| کیرونا           | ۱۸٬۱۵۴  | ۱۹۴۸            |
| کرامفوش          | ۶٬۲۳۵   | ۱۹۴۷            |
| کریتمسته         | ۳۵٬۷۱۱  | ۱۶۲۲            |
| کریستینهامن      | ۱۷٬۸۳۶  | ۱۵۸۲–۱۵۸۴، ۱۶۴۲ |
| کومله            | ۲۰٬۴۵۶  | ۱۹۴۲            |
| کونگزبککا        | ۱۷٬۷۸۴  | ۱۴۰۰            |
| کونلو            | ۲۱٬۱۳۹  | ۱۱۰۰            |
| شوپینگ           | ۱۷٬۳۵۸  | ۱۴۷۴            |
| لهولم            | ۵٬۸۳۵   | ۱۲۰۰            |
| لاندسکرونا       | ۲۸٬۶۷۰  | ۱۴۱۳            |
| لیندنیو          | ۴۴٬۰۰۰  | ۱۹۲۶            |
| لیدشوپینگ        | ۲۷٬۹۴۱  | ۱۴۴۶            |
| لیندسبی          | ۸٬۷۵۲   | ۱۶۴۳            |
| لینشوپینگ        | ۹۷٬۴۲۸  | ۱۲۸۷            |
| لئونبه           | ۱۴٬۸۱۰  | ۱۹۳۶            |
| لودویکه          | ۱۴٬۰۱۸  | ۱۹۱۹            |
| لولئا            | ۴۵٬۴۶۷  | ۱۶۲۱            |
| لوند             | ۸۲٬۸۰۰  | ۹۹۰             |
| لیکسیله          | ۸٬۵۹۷   | ۱۹۴۶            |
| لیسشیل           | ۷٬۵۶۸   | ۱۹۰۳            |
| مالمو            | ۲۹۳٬۹۰۹ | ۱۲۵۰            |
| ماریفریا         | ۳٬۸۱۳   | ۱۶۰۵            |
| مریستاد          | ۲۵٬۰۰۰  | ۱۵۸۳            |
| ماشتراند         | ۱٬۴۳۲   | ۱۲۰۰            |
| میونبه           | ۱۱٬۹۲۷  | ۱۹۲۲            |
| موتلا            | ۲۹٬۷۹۸  | ۱۸۸۱            |
| ناککا            | ۳۳ ۰۵۷  | ۱۹۴۹            |
| نورا             | ۶٬۴۹۶   | ۱۶۴۳            |
| نورکوپینگ        | ۸۳٬۵۶۱  | ۱۳۸۴            |
| نورتلیه          | ۱۶٬۲۶۳  | ۱۶۲۲            |
| نیبرو            | ۱۲٬۵۹۸  | ۱۹۳۲            |
| نیشوپینگ         | ۳۲٬۴۲۷  | ۱۱۸۷            |
| نینسهم           | ۱۳٬۰۷۹  | ۱۹۴۶            |
| نکخو             | ۱۶٬۴۶۳  | ۱۹۱۴            |
| اوسکرشهم         | ۱۷٬۲۵۸  | ۱۸۵۶            |
| اوکسه‌لوسوند      | ۱۰٬۸۴۳  | ۱۹۵۰            |
| پیته‌آ            | ۲۲٬۶۵۰  | ۱۶۲۱            |
| رونیبه           | ۱۱٬۷۶۷  | ۱۳۸۷–۱۶۸۰، ۱۸۸۲ |
| ساله             | ۱۲٬۰۵۹  | ۱۶۲۴            |
| ساندویکن         | ۲۲٬۵۷۴  | ۱۹۴۳            |
| سیگتونا          | ۷٬۲۰۴   |                 |
| سیمیریسهمن       | ۶٬۵۴۶   | ۱۳۰۰            |
| سکانر مد فلستربو | ۶٬۹۳۷   | ۱۷۵۴            |
| Skanör           | ۶٬۹۳۷   | ۱۲۰۰            |
| سکورا            | ۱۸٬۵۹۵  | ۹۸۸             |
| کخلفتئا          | ۳۲٬۴۲۵  | ۱۸۴۵            |
| کوانینگه         | ۳٬۲۴۲   | ۱۲۰۰            |
| کوده             | ۳۴٬۴۴۶  | ۱۴۰۰            |
| سولفتئو          | ۸٬۵۳۰   | ۱۹۱۷            |
| سولنا            | ۶۷٬۱۱۵  | ۱۹۴۳            |
| استکهلم          | ۸۵۱٬۱۵۵ | ۱۲۵۰            |
| استرنگنس         | ۳۲٬۴۰۰  | ۱۳۳۶            |
| سترومستد         | ۶٬۱۱۰   | ۱۶۷۲            |
| بخش سوندبیباری   | ۳۸٬۱۸۰  | ۱۹۲۷            |
| سوندسوال         | ۴۹٬۳۳۹  | ۱۶۲۴            |
| سفله             | ۶٬۱۵۶   | ۱۹۵۱            |
| ستر، سوئد        | ۴٬۴۳۸   | ۱۶۴۲            |
| سوخو             | ۵٬۰۶۸   | ۱۹۴۷            |
| سادرهامن         | ۱۲٬۰۵۶  | ۱۶۲۰            |
| سودرشوپینگ       | ۶٬۹۵۱   | ۱۲۰۰            |
| سودتلیا          | ۶۴٬۶۱۹  | ۱۰۰۰            |
| سولوسبوره        | ۷٬۸۸۳   | ۱۴۴۵            |
| تدهولم           | ۷٬۹۲۰   | ۱۹۱۰            |
| تورشهلا          | ۷٬۶۱۴   | ۱۳۱۷            |
| تراناوس          | ۱۴٬۰۱۷  | ۱۹۱۹            |
| ترلبورگ          | ۲۵٬۶۴۳  | ۱۲۰۰            |
| ترولهتان         | ۴۴٬۴۹۸  | ۱۹۱۶            |
| تروسا            | ۱۱٬۴۱۷  | ۱۳۰۰            |
| اودولا           | ۳۰٬۵۱۳  | ۱۴۹۸            |
| اولسهمن          | ۶٬۷۸۷   | ۱۴۰۰            |
| اومئو            | ۷۵٬۶۴۵  | ۱۶۲۲            |
| اوپسالا          | ۱۴۰٬۴۵۴ | ۱۲۸۶            |
| وستئنا           | ۵٬۶۱۲   | ۱۴۰۰            |
| واربره           | ۲۶٬۰۴۱  | ۱۱۰۰            |
| وکسهلم           | ۴٬۸۵۷   | ۱۶۵۲            |
| وتلاندا          | ۱۲٬۶۹۱  | ۱۹۲۰            |
| ویمربه           | ۷٬۸۲۷   | ۱۴۰۰            |
| ویزبه            | ۲۲٬۲۳۶  | ۱۰۰۰            |
| ونشبوی           | ۲۱٬۶۷۲  | ۱۶۴۴            |
| ورنمو            | ۱۸٬۶۹۶  | ۱۹۲۰            |
| وستویک           | ۲۰٬۶۹۴  | ۱۲۰۰            |
| وستروس           | ۱۱۰٬۸۷۷ | ۹۹۰             |
| وکفو             | ۶۵٬۰۰۰  | ۱۳۴۲            |
| ایستد            | ۱۷٬۲۸۶  | ۱۲۰۰            |
| اومول            | ۹٬۳۸۰   | ۱۶۴۳            |
| انگلهولم         | ۳۸٬۲۲۲  | ۱۵۱۶            |
| اوربرو           | ۱۰۷٬۰۳۸ | ۱۲۰۰            |
| اورگروند         | ۱٬۵۵۵   | ۱۴۹۱            |
| اونخلمسدیک       | ۲۸٬۶۱۷  | ۱۸۹۴            |
| اوستشوند         | ۴۳٬۷۹۶  | ۱۷۸۶            |
| اوستهامار        | ۴٬۵۳۴   | ۱۳۰۰            |